# Vicariat apostolique de Mélanésie
Le Vicariat apostolique de Mélanésie est un ancien siège de l'Église catholique érigé le 19 juillet 1844 et supprimé le 10 mai 1889.

## Histoire
Le Vicariat apostolique de Mélanésie est érigé le 19 juillet 1844 par le bref Ex debito du pape Grégoire XVI, dérivant son territoire de la division du Vicariat apostolique d'Océanie occidentale, qui donne également naissance au vicariat apostolique de Micronésie (it). Le Vicariat apostolique comprenait la Nouvelle-Guinée, les îles Salomon et l'archipel Bismarck.
L' évangélisation de ces terres est initialement confiée aux missionnaires maristes. Cependant, après l'assassinat du premier vicaire Jean-Baptiste Épalle et d'autres missionnaires maristes, et la mort du second vicaire Jean-Georges Collomb, emporté par la fièvre, la mission connait un arrêt. Quelques années après la mort de Collomb, elle est confiée aux missionnaires italiens du PIME. Le père Paolo Reina est nommé préfet apostolique pour la Mélanésie et la Micronésie le 11 janvier 1852 ; parmi les missionnaires italiens, se distinguent les prêtres Carlo Salerio et Giovanni Mazzucconi, mort martyr en 1855 sur l'île Woodlark. Les difficultés de la mission et le manque de forces contraignent Reina et Salerio à se réfugier à Hong Kong en 1858 , où Reina meurt le 14 mars 1861.
En fait, le vicariat reste sans missionnaires et sans postes de mission après le départ de Reina, laissant ainsi le vicariat apostolique vacant jusqu'en 1887 ; la pastorale n'est exercée que nominalement par le vicariat apostolique d'Océanie centrale (aujourd'hui le diocèse de Tonga).
En 1885, la mission, abandonnée depuis des années, est confiée aux missionnaires du Sacré-Cœur de Jésus ; en juillet de la même année, trois missionnaires débarquent sur l'île Yule, à environ 150 km de Port Moresby, et le 4 juillet, le père Henri Verjus célèbre une messe pour la première fois sur le territoire de Papouasie ; deux ans plus tard, le frère André Navarre est nommé vicaire apostolique.
Le 10 mai 1889 , en vertu du bref Ut catholica fides du pape Léon XIII, les missions de cette région du Pacifique sont réorganisées de la manière suivante : le Vicariat apostolique de Mélanésie cède les îles Salomon et l'archipel Bismarck au Vicariat apostolique de Micronésie, qui prend le nom de Vicariat apostolique de Nouvelle-Bretagne (aujourd'hui archidiocèse de Rabaul) ; et en même temps le Vicariat apostolique de Mélanésie prend le nouveau nom de Vicariat apostolique de Nouvelle-Guinée (aujourd'hui archidiocèse de Port Moresby).

## Évêques
- Jean-Baptiste Épalle, SM † (19 juillet 1844 - 19 décembre 1845)
- Jean-Georges Collomb, SM † (19 février 1846 - 16 juillet 1848)
  - Siège vacant (1848-1887)
- Louis-André Navarre, MSC † (17 mai 1887 – 10 mai 1889 nommé vicaire apostolique de Nouvelle-Guinée)